# Sanja Ilić

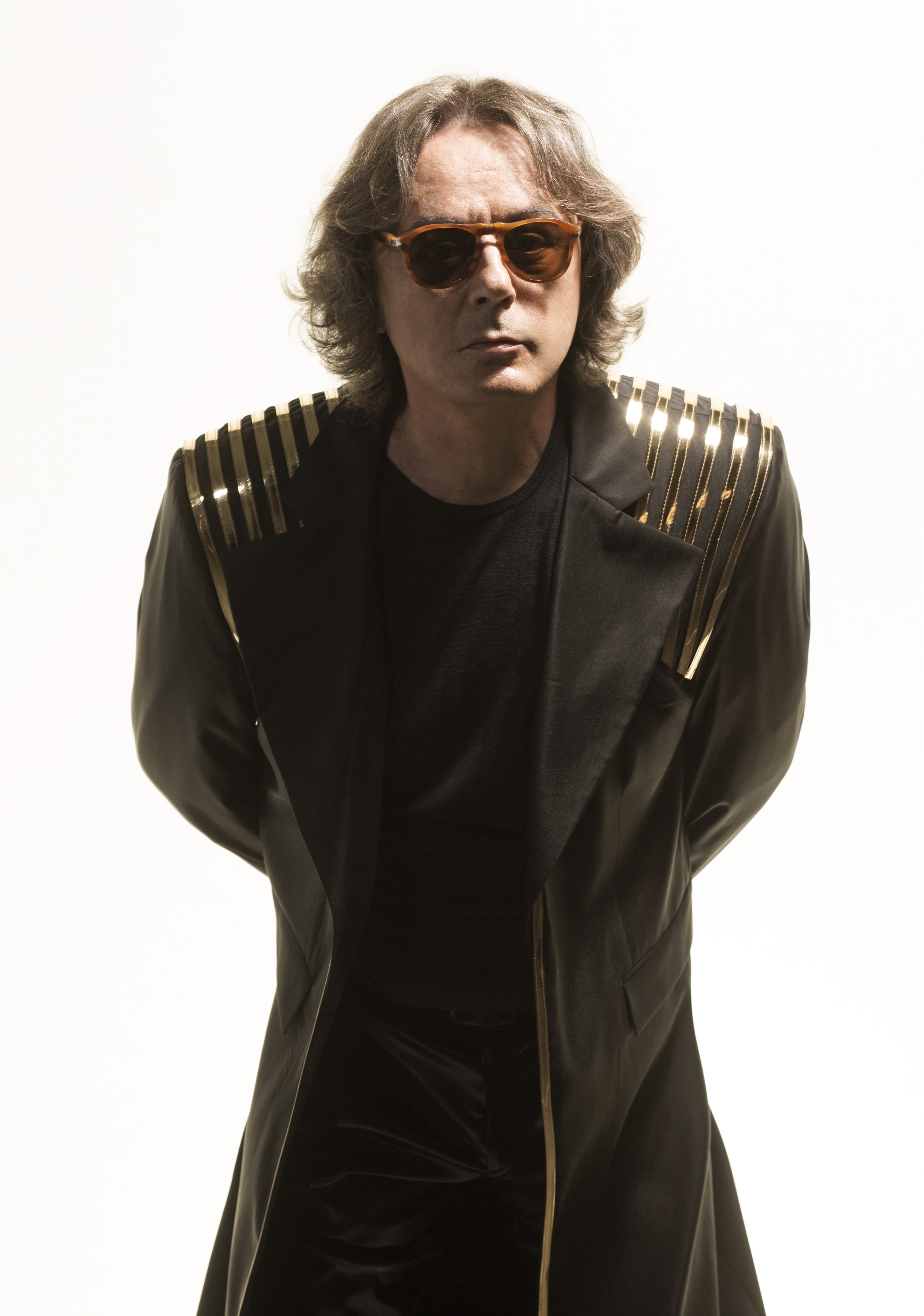
Sanja Ilić, 2015

Aleksandar „Sanja“ Ilić (serbisch Александар Сања Илић; * 27. März 1951 in Belgrad; † 7. März 2021) war ein jugoslawischer bzw. serbischer Komponist und Musiker. Im Jahr 1998 gründete er die Band Balkanika, mit der er Serbien beim Eurovision Song Contest 2018 in Lissabon mit dem Lied „Nova Deca“ vertrat. Von 1971 bis 1975 war Ilić als Keyboarder der jugoslawischen Band San tätig.

## Leben und Karriere
Ilić wurde am 27. März 1951 in Belgrad geboren. Sein Vater war Komponist und sein Bruder Dragan ist Musiker und Mitglied der Band Generacija 5. Ilić war bis zu ihrem Tod im Jahre 2012 mit der serbischen Schauspielerin und Model Zlata Petković verheiratet. Gemeinsam haben sie einen Sohn (* 1984). Ilić studierte an der Universität Belgrad in der Fakultät der Architektur.
Ilić begann seine musikalische Karriere im Alter von 12 Jahren, als er ein Lied für den serbischen Sänger Dragan Laković komponierte. Mit 16 komponierte er den Song „Baj baj baj“, den Bisera Veletanlić bei der Jugovizija 1976 sang, wo sie den dritten Platz erreichte. Nach seinem Studium setzte Ilić in den 1970er-Jahren seine musikalische Karriere fort, indem er in verschiedenen Bands aktiv war, so zum Beispiel bei Vragolani und San. Später komponierte Ilić die Musik der Vereinshymne des Fußballvereins Roter Stern Belgrad. 1982 komponierte er das Lied „Halo, Halo“, mit dem Aska Jugoslawien beim Eurovision Song Contest 1982 vertrat. Zudem komponierte Ilić das Lied „Princeza“, das als Beitrag Jugoslawiens beim Eurovision Song Contest 1984 dienen sollte.
Im Jahr 1998 gründete Ilić die Band „Balkanika“, mit der er 2000 zusammen das erste Konzert gab. Sanja Ilić und Balkanika repräsentierten Serbien beim Eurovision Song Contest 2018 in Lissabon mit dem Lied „Nova Deca“.
Ilić starb am 7. März 2021, drei Wochen vor seinem 70. Geburtstag, an den Folgen einer COVID-19-Erkrankung.

## Filmografie (Auswahl)
Kino
- 1977: Dark Echoes
- 1980: Transgression
- 1990: Strange Night
- 1994: Vukovar Poste Restante
- 2006: The Border Post
- 2009: Selo gori... i tako
- 2012: Ice
- 2016: Double Trouble

Fernsehen
- 1977: Jedan dan (Fernsehfilm)
- 1981: Nasi pesnici (Fernsehserie, 1 Episode)
- 1985: Daj mi krila jedan krug (Fernsehserie, 1 Episode)
- 1988: Deco, pevajte sa nama (Fernsehminiserie, 1 Episode)
- 1992: Kabare Milana Gutovica (Fernsehfilm)
- 1996: Joj, Karmela (Fernsehfilm)
- 2000: Stari vruskavac (Fernsehfilm)
- 2007–2017: Selo gori, a baba se češlja (Fernsehserie, 101 Episoden)